# Andriamandisoarivo
 (novembre 2024).
Andriamandisoarivo est un roi sakalava, fils d'Andriandahifotsy, frère d'Andriamanetriarivo, qui l'a expulsé en 1685. 

## Biographie
Il se rendit au nord avec ses partisans et vanquit Ambongo, puis les Antalaotra de Nosy Manja (le détroit de Mahajamba) et ceux de Boina, et fonda le Royaume de Boina dont Tongay fut la capitale.

## Sources et références
- B. A. Ogot, Histoire générale de l'Afrique, vol. 5, UNESCO, 1999  (ISBN 978-92-3-201711-6), [tahiry], p. 943